# Miha Lokar
Miha Lokar, né le 10 septembre 1935, à Celje, au Royaume de Yougoslavie, est un ancien joueur yougoslave de basket-ball.

## Palmarès
- Champion de Yougoslavie 1957, 1959, 1961, 1962, 1966
- Finaliste du championnat d'Europe 1961